# Antoni Kajetanowicz
Antoni Mikołaj Kajetanowicz (ur. 13 czerwca 1888 w Radowcach na Bukowinie, zm. wiosną 1940 w Katyniu) – podpułkownik piechoty Wojska Polskiego, ofiara zbrodni katyńskiej.

## Życiorys
Urodził się w rodzinie Rafała i Antoniny z Romaszkanów. Po zdaniu matury studiował w latach 1908–1913 na Uniwersytecie w Czerniowcach. Powołany do armii austriackiej walczył w I wojnie światowej. Po wyjściu z niewoli włoskiej wstąpił do Armii gen. Hallera. Po powrocie do kraju, służył w 3 pułku Strzelców Podhalańskich, w stopniu porucznika. Brał udział w zajmowaniu Pomorza. Dowodząc batalionem, od maja 1920 brał udział w wojnie polsko-bolszewickiej. 
Po zakończeniu wojny pełnił służbę w 3 pspodh., następnie w 73 pułku piechoty w Katowicach. W latach 1925–1927 był dowódcą II batalionu detaszowanego w Oświęcimiu. 31 października 1927 roku został przesunięty na stanowisko kwatermistrza pułku. 26 kwietnia 1928 roku został przeniesiony do 63 pułku piechoty w Toruniu na stanowisko zastępcy dowódcy pułku. W grudniu 1929 roku został przeniesiony do Powiatowej Komendy Uzupełnień Poznań Powiat na stanowisko komendanta. W sierpniu 1938 roku został przeniesiony w stan spoczynku.
W czasie kampanii wrześniowej 1939 roku dostał się do niewoli radzieckiej. Przebywał w obozie w Kozielsku. Wiosną 1940 roku został zamordowany przez funkcjonariuszy NKWD w Katyniu i tam pogrzebany. Od 28 lipca 2000 roku spoczywa na Polskim Cmentarzu Wojennym w Katyniu.
Antoni Kajetanowicz był żonaty z Heleną ze Stencelów, z którą miał córkę Antoninę oraz synów Zbigniewa i Mieczysława. 
5 października 2007 roku Minister Obrony Narodowej Aleksander Szczygło mianował go pośmiertnie do stopnia pułkownika. Awans został ogłoszony 9 listopada 2007 roku, w Warszawie, w trakcie uroczystości „Katyń Pamiętamy – Uczcijmy Pamięć Bohaterów”.

## Ordery i odznaczenia
- Krzyż Srebrny Orderu Virtuti Militari nr 966[6][7]
- Krzyż Walecznych
- Złoty Krzyż Zasługi (1935)[8]